# نافذة على التاريخ
نافذة على التاريخ برنامج إذاعي تاريخي كويتي يمتاز بالتشويق والاثارة وطرح التاريخ بأسلوب حديث وعلمي اذيع هذا البرنامج سنة 1977م.

## فحوى البرنامج
هو برنامج قصصي الطابع، يروي بأسلوب تمثيلي شيق لمحات موجزة عن بعض الأحداث التاريخية من مختلف العصور والحضارات؛ وإن كان الغالب عليه هو التركيز على عصر النهضة الأوربي والحقب التالية له، حيث يستعرض قصصا وأحداثا تتعلق بحياة بعض الشخصيات التي عاشت في تلك الأيام، كما يتناول بالعرض بعض الوقائع والأحداث التي لها صلة بالمعارك والحروب، أو بالفن والأدب، أو بالحب والعلاقات الإنسانية، أو بالجريمة والظواهر الغريبة، أو بالعلوم والاكتشافات العلمية والجغرافية بهدف نقل هذه المعارف والخبرات للمجتمع كنوع من التثقيف.
كتب العديد من حلقاته يوسف العساف ودرويش الجميل.
وقد اشتهر البرنامج بمقدمته الافتتاحية، وهي بصوت المذيع أحمد سالم القصاب ونصها: «الحاضر غرس الماضي، والمستقبل جني الحاضر، والتاريخ سجل الزمن؛ لحياة الشعوب والأشخاص والأمم، التاريخ: هو الحضارة وتطورها، هو الإنسانية وتقدمها، هو العلاقات البشرية ومسيرتها».
امتد تقديم البرنامج لسنوات طويلة على موجات إذاعة الكويت؛ حيث بدأ بثه في 1977 ولا يزال مستمرا.
وكانت الحلقة الجديدة منه تبث في اساعة الرابعة وخمس وثلثين دقيقة مساء كل يوم على مدار الأسبوع ما عدا يوم الجمعة، وكانت مدتها قرابة ثلث الساعة.

## الممثلون
- غانم الصالح
- سعاد عبد الله
- أحمد الصالح
- عبد الإمام عبد الله
- مريم الصالح
- علي المفيدي
- جمال الردهان
- جاسم النبهان
- محمد حسن الدهلاوي
- إبراهيم الصلال
- طيبة الفرج
- أحمد سالم القصاب
- ناعسة الجندي
- كاظم القلاف
- لطفي عبد الحميد
- حمد ناصر
- محمد حسن
- عبد الله غلوم
- عصمت محمود
- علي البريكي
- أسمهان توفيق
- أسامة المشيني
- احمد عبد الحليم
- فتحية إبراهيم
- طارق عبد اللطيف
- هدى المهتدي الريس
- علي إبراهيم (فنان عراقي)
- عبد الناصر الزاير
- نور الهدى صبري

## المخرجون
- عبد الامير التركي
- علي المفيدي
- عبد العزيز الفهد
- أوس الشطي
- أسامة المزيعل
- عبد الله القلاف

## حلقات
| - 1– اعدام عذراء أورليان (جان دارك) - 2– (امرؤ القيس)– الجزء الأول - 3– (امرؤ القيس) – الجزء الثاني - 4– (امرؤ القيس) – الجزء الثالث - 5– (امرؤ القيس) – الجزء الرابع - 6– (عبد الله بن جدعان) - 7 – بيرسي سنودن (الجزء الأول) - 8 – بيرسي سنودن (الجزء الثاني) - 9 – (معركة بدر الكبرى) - 10 – (الشاعر الروسي / الكسندر بوشكين) - 11 – مصطفى كمال أتاتورك (الجزء الأول) - 12 – مصطفى كمال أتاتورك (الجزء الثاني) - 13 – (موسوليني وعشيقته كلارا بيتاتشي) - 14 – إمبراطورة بيزنطة (تيودورا) - 15 – عظمة الفداء في مدرسة النبي صلى الله عليه وآله - 16 – يحيى بن زكريا عليهما السلام - 17 – الشاعر الكويتي (خالد الفرج) | - 18 – البارجة الألمانية بسمارك - 19 – الشيخ الرئيس ابن سينا - 20 – ألفرد نوبل (مخترع الديناميت) - 21 – الإمبراطور (تشين شي هوانج تي) وبناء سور الصين العظيم - 22 – معركة دنكرك (إحدى معارك الحرب العالمية الثانية) - 23 – قصة اسلام سيدنا الحمزة بن عبد المطلب (رضي الله عنه) - 24 – الشاعر والفيلسوف الهندي (رابندرانات طاغور) - 25 – قصف لندن – (مايو 1941 م) - 26 – شراء لويزيانا (17 مايو 1803 م) - 27 – الدكتور (جوزيف جولدبرجر) وتقرير عن مرض البلاجرا - 28 – روبرت بيري مستكشف القطب الشمالي - 29 – الحرب اليابانية الروسية (1904 م) - 30 – جان دارك وتتويجها لشارل السابع ملكا على فرنسا (1429 م) - 31 – معركة (ذي قار) عام 612 م - 32 – صمويل مورس (مخترع التيلغراف) | - 33 – ليفينهوك (مخترع أول مجهر ضوئي بسيط) - 34 – انتحار هتلر وزوجته ايفا براون - 35 – رودولف هس (نائب هتلر) - 36 – تشارلز لندبرغ (أول من عبر المحيط الأطلسي على متن طائرة) - 37 – هدى شعراوي (زعيمة النهضة النسائية في مصر) - 38 – جمال الدين الأفغاني - 39 – القهوة - 40 – الماركيزة دي برافيليه (غدرت بأهلها من أجل عشيقها) - 41 – ميشيل (ميخائيل) ليرمنتوف - 42 – (عبد الرحمن الجبرتي) وروايته لحملة الجنرال البريطاني فريزر على مصر - 43 – غزو إمبراطورية الأنكا من قبل الأسباني بيتزارو عام (1533 م) - 44 – جورج جاك دانتون (خطيب وزعيم ثوري فرنسي) - 45 – إميليا إيرهارت (أول امرأة تدخل التاريخ في مجال الملاحة الجوية) - 46 – وليام شكسبير (شاعر وكاتب مسرحي إنجليزي) - 47 – الصبر والثبات عند ياسر وسمية وعمار - 48 – حقيقة سجن الباستيل في فرنسا - 49 – بيير لانفان وبناء العاصمة الأمريكية (واشنطن) - 50 – بداية النهاية للخلافة الفاطمية في مصر - 51 – الإمبراطورة ميسالين (عار روما) - 52 – اغتيال الرئيس الأمريكي (ابراهام لنكولن 1865 م) - 53 – ألفريد كروب (الرجل المدفع) - 54 – حقيقة الشخصية الخيالية (أرسين لوبين) اللص الظريف - 55 – معركة القادسية - 56 – رحلة الإسراء والمعراج | - 57 – يوسف العظمة (وزير الحربية للحكومة العربية السورية) - 58 – تاناما (الجاسوس الياباني الذي قضى على القيصرية الروسية) - 59 – زواج قطر الندى من الخليفة العباسي المعتضد بالله - 60 – ريشيليو (الكاردينال الأحمر) – الجزء الأول - 61 – ريشيليو (الكاردينال الأحمر) – الجزء الثاني - 62 – عماد الدين زنكي - 63 – عبد القادر ناصر الدين الجزائري - 64 – نيكولاي جوجول (الجزء الأول) - 65 – نيكولاي جوجول (الجزء الثاني) - 66 – والت ويتمان (شاعر أمريكي) - 67 – بوني وكلاي - 68 – أم المؤمنين (صفية بنت حيي بن أخطب) - 69 – الخليفة العباسي عبد الله بن المعتز (خليفة يوم وليلة) – الجزء الأول - 70 – الخليفة العباسي عبد الله بن المعتز (خليفة يوم وليلة) – الجزء الثاني - 71 – محاولة اغتيال هتلر في 21 يوليو 1944 م – الجزء الأول - 72 – محاولة اغتيال هتلر في 21 يوليو 1944 م – الجزء الثاني - 73 – محاولة اغتيال هتلر في 21 يوليو 1944 م – الجزء الثالث والأخير - 74 – بلال بن رباح وسلمان الفارسي - 75 – غزوة مؤتة - 76 – الرحالة (ابن بطوطة) - 77 – دوروثي ديكس - 78 – نابليون الثاني - 79 – ماتا هاري (أشهر راقصة وأشهر جاسوسة) - 80 – معاهدة ميونخ 29 سبتمبر 1938 م - 81 – الزباء وجذيمة الوضاح (الجزء الأول) - 82 – الزباء وجذيمة الوضاح (الجزء الثاني) - 83 – الزباء وجذيمة الوضاح (الجزء الثالث) - 84 – مأساة مايرلنج (الجزء الأول) - 85 – مأساة مايرلنج (الجزء الثاني) - 86 – مأساة مايرلنج (الجزء الثالث والأخير) - 87 – المناضلة الجزائرية (جميلة بوحيرد) |